# مسعود هاشمی زهی
مسعود هاشم زهی (زادهٔ ۱۳۳۷ در خاش-درگذشتهٔ ۸ آبان ۱۳۸۱ در جادهٔ چالوس) نمایندهٔ حوزهٔ انتخابیهٔ خاش، میرجاوه، نصرت‌آباد و کورین در دورهٔ ششم مجلس شورای اسلامی بوده‌است. وی پیش‌تر در دورهٔ سوم نیز عضو این مجلس بود.

## تصادف و درگذشت
مسعود هاشم زهی و علیرضا نوری، دیگر نمایندهٔ اصلاح‌طلب مجلس ششم، در یک سانحه رانندگی در جاده چالوس کشته شدند.